# Higuera de Arjona
Higuera de Arjona är en ort i Spanien.   Den ligger i provinsen Provincia de Jaén och regionen Andalusien, i den centrala delen av landet, 270 km söder om huvudstaden Madrid. Higuera de Arjona ligger 376 meter över havet och antalet invånare är 1 889.
Terrängen runt Higuera de Arjona är platt åt nordost, men åt sydväst är den kuperad. Higuera de Arjona ligger uppe på en höjd. Runt Higuera de Arjona är det ganska glesbefolkat, med 34 invånare per kvadratkilometer. Närmaste större samhälle är Andújar, 9,3 km nordväst om Higuera de Arjona. Trakten runt Higuera de Arjona består till största delen av jordbruksmark.